# Alejandra Robles
Alejandra Robles Suástegui (n. 28 de noviembre de 1978 en Puerto Escondido, Oaxaca, México) es una cantante de música tradicional, compositora, productora y bailarina. Su estilo musical representa sus raíces afromexicanas y la de los pueblos indígenas de América Latina. Comenzó cantando la música tradicional de las costas de Oaxaca, Guerrero y Veracruz y estudió canto clásico de manera formal en París, Francia y en el Conservatorio de Música de Xalapa, Veracruz.

## Biografía
Nació en Puerto Escondido, en la región de la costa chica del estado de Oaxaca. Desde muy temprana edad mostró interés por la música y la danza, especialmente por los sonidos y las chilenas de Guerrero y Oaxaca. Animada por su padre quien la acompañaba en la guitarra e inspirada por su abuelo materno (afrodescendiente) de San Marcos, Guerrero, quien era músico tradicional, pionero de los tríos en Oaxaca, comenzó a cantar en el restaurante del tráiler park que tenía su familia en Playa Marinero, al trasladarse a la Ciudad de Oaxaca a la edad de 15 años comenzó a estudiar canto y danza contemporánea en la Escuela de Bellas Artes de Oaxaca. y por las tardes a cantar en el negocio familiar.
A los 18 años decide seguir con sus estudios de canto clásico y viaja a París, Francia, donde fue aceptada por Madame Sullé para ingresar en el 12.º Conservatorio de música de París. A su regreso a México se incorpora a la Escuela de Música de la Universidad Veracruzana donde se especializa en la Licenciatura de ópera. Esto le permitió tomar clases con los maestros Benito Navarro (tenor), Guadalupe Colorado (soprano), Cecilia Ladrón de Guevara (mezzosoprano), y Víctor Manuel Filobello (tenor), con quien sigue estudiando canto clásico, también ha estudiado danza africana en los Talleres de Coyoacán y con la maestra Rubí Oseguera así como técnicas de zapateado.
Ya como cantante profesional, manejando el canto folklórico, comienza a hacer eco en festivales y ferias culturales y a labrar su propio camino. Arriba de los escenarios, Alejandra lleva fuego en las venas que lo muestra en el zapateo y luce su belleza afro al ritmo de la fusión de la música afromexicana y afrocubana que actualmente está interpretando.
En 2009 junto con otros artistas mexicanos participó en la campaña “Por la Igualdad" que organizó Conapred y Segob, Robles ha compartido escenario con artistas de la talla de Lila Downs, Susana Harp, Jaramar, Armando Manzanero, Álex Lora, Ernesto Anaya, Ana Díaz, Elizabeth Meza, Eugenia León, Regina Orozco entre otros y ha colaborado en producciones de artistas como Eugenia León, Ernesto Anaya, Liliana Felipe, Omar Guzmán por mencionar algunos.

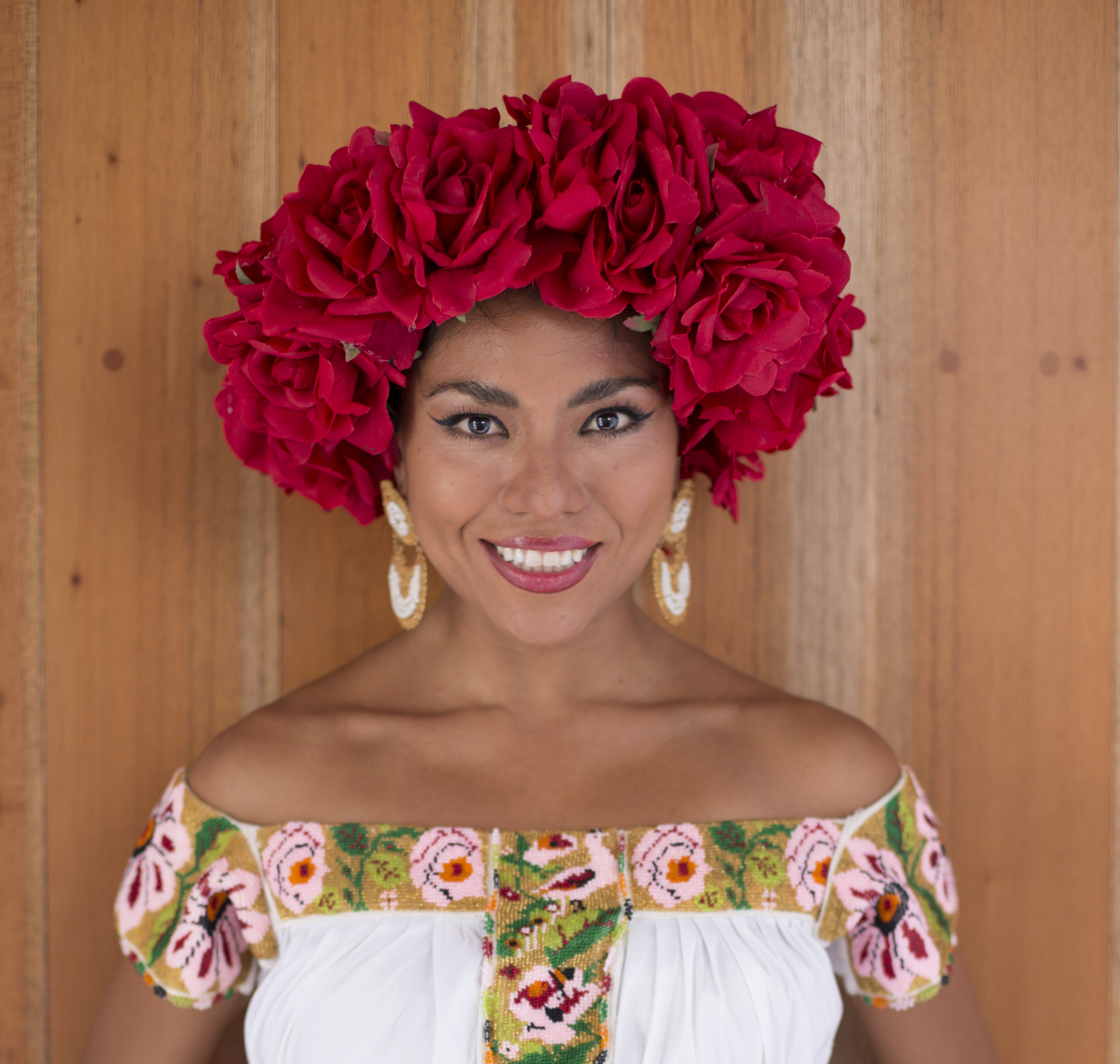

## Discografía

### "La Malagueña", 2005
En 2005 con el apoyo de la Fundación Alfredo Harp Helú de Oaxaca publica su primer material discográfico independiente titulado “La Malagueña”, un paisaje sonoro por la música de Iberoamérica y los sonidos negros de Veracruz con su son jarocho además de la chilena, género tradicional afromexicano de las costas de Oaxaca y Guerrero como eje principal. Este material incluye los temas “Tonada de Luna Llena” de Simón Díaz y “La Laguna del Ostión” de David Haro, “El Fandanguito” y “Malagueña Salerosa” con arreglos flamencos, “El Andariego” y “El Negro de la Costa” del compositor oaxaqueño Álvaro Carrillo originario de Cacahuatepec, también “La Malagueña Curreña”, son de artesa que terminó por convertirse en una chilena, pieza emblemática del repertorio de los pueblos negros de la costa chica de Guerrero. Este disco también incluye la canción “Cucurrucucú Paloma” de Tomás Méndez con la muy particular voz y arreglo de Alejandra Robles, además del son jarocho “El Cupido” con letra de Rubén Vázquez. La chilena “Arrincónamela” hace gala la herencia afromestiza de la propia cantante al compás de los poderosos metales oaxaqueños.

### "La Morena", 2008
En este segundo material, Alejandra no busca lo purista de la sonoridad tradicional que envolvía a su disco “La Malagueña”, en este disco busca la fusión y muestra claramente con orgullo su raíz negra, una cultura viva, y la explora al máximo al cantarle a la música de las Costas de Oaxaca, Guerrero y Veracruz. 
Alejandra tocó las puertas de grandes artistas a los que admira para este disco, quienes reconociendo su talento como carta de presentación, la llevó a realizar un dueto con el Maestro Armando Manzanero, uno de los compositores más grandes de América Latina que ha dado México con el cual grabó “Adoro”, en una versión que se diferencia por ser más un son con instrumentación de jaranas y requinto jarocho. Invitó a este proyecto también al músico tradicional Ramón Gutiérrez, cabeza del grupo jarocho “Son de Madera” con quien interpreta la canción que le da título a esta placa y que se convertiría en su sobrenombre, “La Morena”, “La Morena de la Costa” que en propias palabras de la artista internacional Eugenia León, “No hay otra en México”, la misma Eugenia la invita a participar en su disco “Puño de Tierra” para un ensamble vocal junto con Jesusa Rodríguez, Liliana Felipa, Vanessa Bauche y María Inés Ochoa dirigidas por el músico multinstrumentista Ernesto Anaya en el tema “Sol Redondo”, este momento es el inicio de grandes colaboraciones entre ambas artistas; de ahí nace el dueto con Eugenia en el tema “La Llorona”, son istmeño tradicional por excelencia en una experimentación musical con ritmo pop. 
En esta inventiva, creativa y experimentación musical Alejandra conoce en el estudio de grabación a Abel Bosmemier, voz del grupo de hip-hop S.B.S. reconocidos por el hit mundial “Follow The Leader” quien participa en esta inusual, cadenciosa y alternativa versión del folclore veracruzano “El Cascabel”.
También forman parte de este disco las cumbias “Paloma Morena” y “Navidad Negra” del compositor José Barros, las chilenas “Alingo Lingo” y “Pinotepa” ritmo que desciende de la zamacueca peruana y la cueca chilena, “La Bruja” son jarocho tradicional y remata tal vez la pieza con la instrumentación más negra que representa mejor al disco en este reconocer la tercera raíz que aún se le niega su existencia y reconocimiento como pueblo en México, a los afromexicanos, un himno “Angelitos Negros” evocando las vocalizaciones propias del canto africano. 

### "La Sirena", 2013

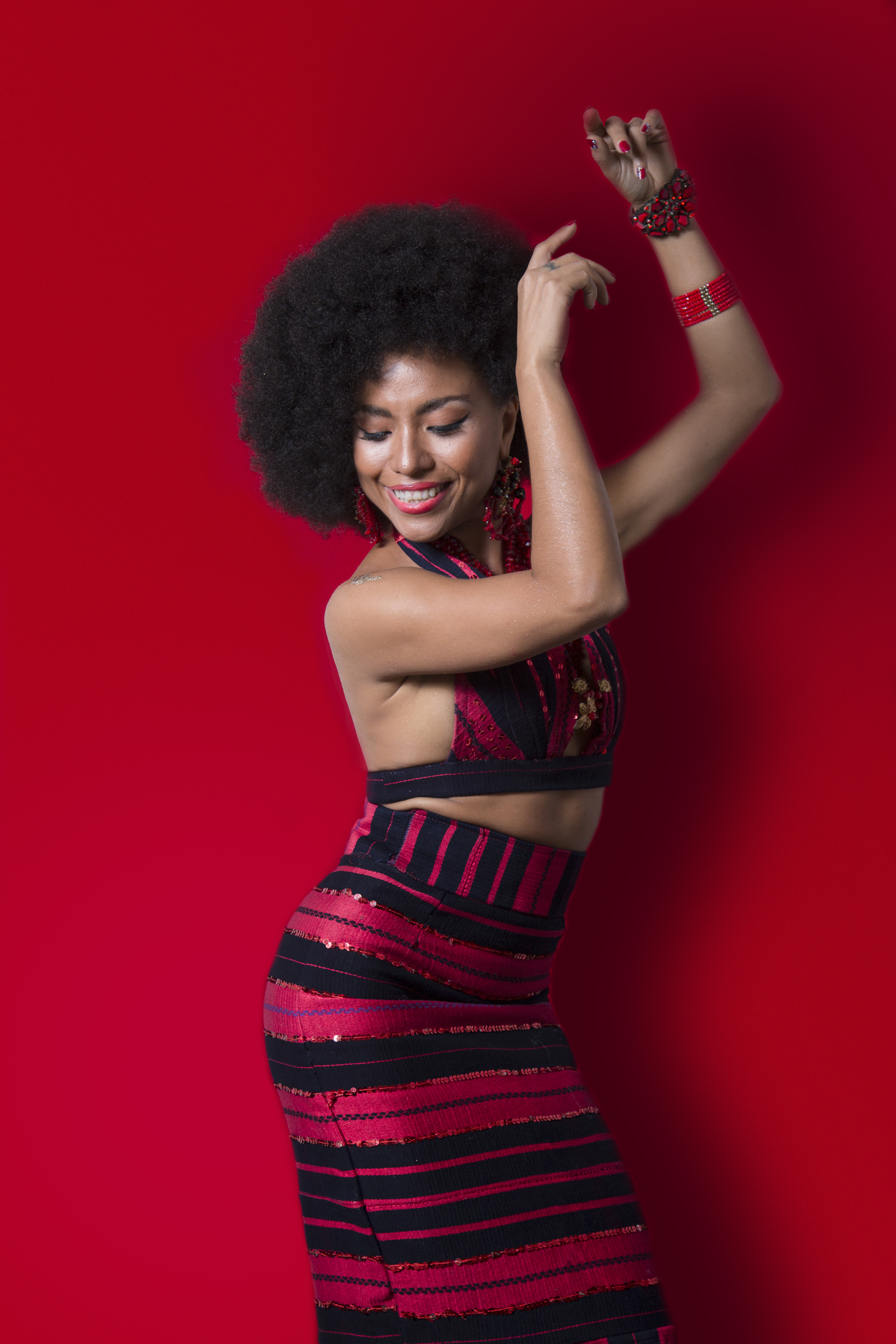
Alejandra Robles en 2017

La versatilidad y evolución musical de Alejandra se demuestra a lo largo de su amplia carrera y trayectoria, este material abre con la atinada versión del son istmeño “La Llorona” con una mezcla de sonidos del pacífico mexicano, aderezada con la Marimba de Chonta instrumento autóctono africano de Colombia. “Encampanados” es un tema original del compositor Rafael Campos y Manuel Vázquez, a excepción de un par de cuartetas del dominio público popular oaxaqueño y jarocho; otra pieza original es “La Playa” conceptualizada como una chilena-reggae dedicada a esos pescadores de piel tostada por el sol que lanzan su atarraya al voleo para regresar con la pesca del día a sus casas al anochecer, en esta canción se contó con la participación del talentoso Maestro Alex Lora, leyenda del rock mexicano, líder de la banda roquera “El Tri”. Posteriormente encontramos la canción “Chocolate y Espuma”, tema basado en la armonización del son jarocho de dominio público La Tarasca con letra de Rafael Campos y música de Emilio Bozzano con una temática de desamor y desencuentro que bien formará parte de la riqueza del canto popular mexicano contemporáneo. “San Pedro Hermoso” tema de dominio público es una chilena de la Costa Chica de Oaxaca en la que participaron músicos de la región Mixteca. “Summertime” es una composición de George Gershwin con letra de DuBose Heyward, Dorothy Heyward e Ira Gershwin, inspirada en la música popular afroamericana de la época, originalmente era una aria para la ópera Porgy & Bess y rápidamente adoptada y adaptada como un estándar de jazz en los años 30´s, esta pieza es la segunda colaboración del disco que corre a cargo de la jazzista mexicana Iraida Noriega, hija del gran Freddy Noriega, visionada como un danzón para este disco; la segunda parte de este material abre majestuosamente con la primera composición de Alejandra en una onbra que titula “Tu Bendición” inspirada en su historia, su infancia, los lugares en donde ha amado la vida, su pueblo, su gente, que habla de la desigualdad, del orgullo de ser afromexicano y de llevar sangre negra en las venas, la instrumentación se sostiene en la música de Veracruz y Oaxaca además de contar con un ensamble coral que le da todavía más fuerza y sentido a la letra, en sus propias palabras: “Componer es una necesidad al igual que el canto” aunque reconoce que aún no es constante y escribir le parece muy complejo. El tercer dueto de este disco lo encontramos con Regina Orozco, cantante soprano, en la canción original de Rafa Campos “Serpientes y Escaleras” que trata acerca de las personas que traicionan la confianza y el cariño, con sonidos balcánicos, arabescos y como base la chilena. “Virgen de Juquila” es la segunda composición de la autoría de Alejandra sin perder la solemnidad y fe inquebrantable en sus creencias, la presenta como una cumbia con el Bajo como protagonista, esta pieza está dedicada a esa virgen milagrosa a la cual se va a su santuario con el pedimento hecho de barro. Con los temas “Volver, Volver” y “La Cigarra” incursiona en la ranchera a su muy particular estilo costeño donde demuestra una vez más la capacidad y versatilidad que posee en su voz. “La Bamba” cierra con broche de oro este disco, sin duda, el tema más conocido en el mundo y más arraigado de la cultura jarocha que le ha dado visibilidad a esa cultura negra que existe en nuestro país.

### "La Perla Negra", 2018

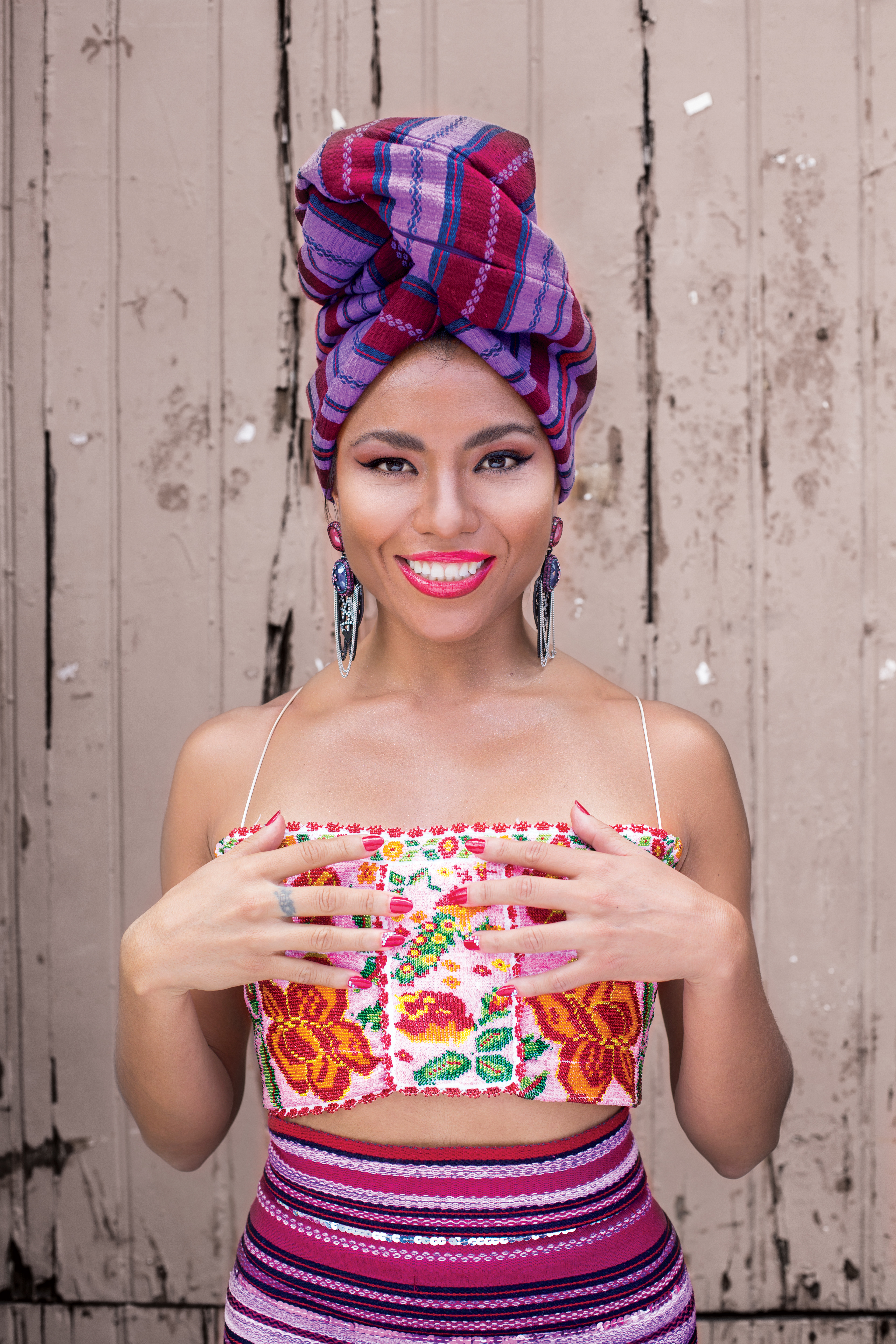
Alejandra Robles para la portada de la Revista Socialmente Oaxaca en 2017

En proceso de producción

### Compilaciones
- 2003: "1er. Festival Cultural del Sotavento" - "La Bruja" y "El Cascabel"
- 2007: "FAOT 2007" - "El Pescador"
- 2009: "Armonía en el Zócalo" - "Pinotepa"
- 2010: "Orquesta Primavera - XXV Aniversario" - "Pinotepa"

### Duetos
- 2008: "Adoro" del Cd "La Morena" a dueto con Armando Manzanero.
- 2008: "El Cascabel" del Cd "La Morena" a dueto con Abel Bosmenier de S.B.S.
- 2008: "La LLorona" del Cd "La Morena" a dueto con Eugenia León.
- 2008: "La Morena" del Cd "La Morena" a dueto con Ramón Gutiérrez de Son de Madera.
- 2013: "Serpientes y Escaleras" del Cd "La Sirena" a dueto con Regina Orozco.
- 2013: "La Playa" del Cd "La Sirena" a dueto con Álex Lora de El Trí.
- 2013: "Summertime" del Cd "La Sirena" a dueto con Iraida Noriega.

### Colaboraciones
| Año  | Título                                              | Artista                                      | Álbum                        |
| ---- | --------------------------------------------------- | -------------------------------------------- | ---------------------------- |
| 2008 | "Sol Redondo"                                       | Eugenia León                                 | Puño de Tierra               |
| 2009 | "La Pasión"                                         | Ernesto Anaya                                | Huapangueando                |
| 2009 | "Ando Borracho"                                     | Eugenia León                                 | Cine                         |
| 2010 | "Como Se Pueda" (Con la Banda de Música de Texcoco) | Liliana Felipe                               | Que 20 Años no es nada!      |
| 2010 | "Pinotepa"                                          | Orquesta Primavera                           | XXV Aniversario              |
| 2011 | "La Llorona" (Son Istmeño Tradicional)              | Charlie Cuevas                               | Méxicolombia                 |
| 2013 | "Siete Soles"                                       | Eugenia León                                 | "Ciudadana del Mundo Vol. II |
| 2014 | "Ven a Bailar"                                      | José Luis Guzmán                             | Sin Publicar                 |
| 2015 | "Sirena Morena"                                     | La Furia con Lujuria Sonidera y Sonido Rural | B.S.O.                       |

### Vídeos

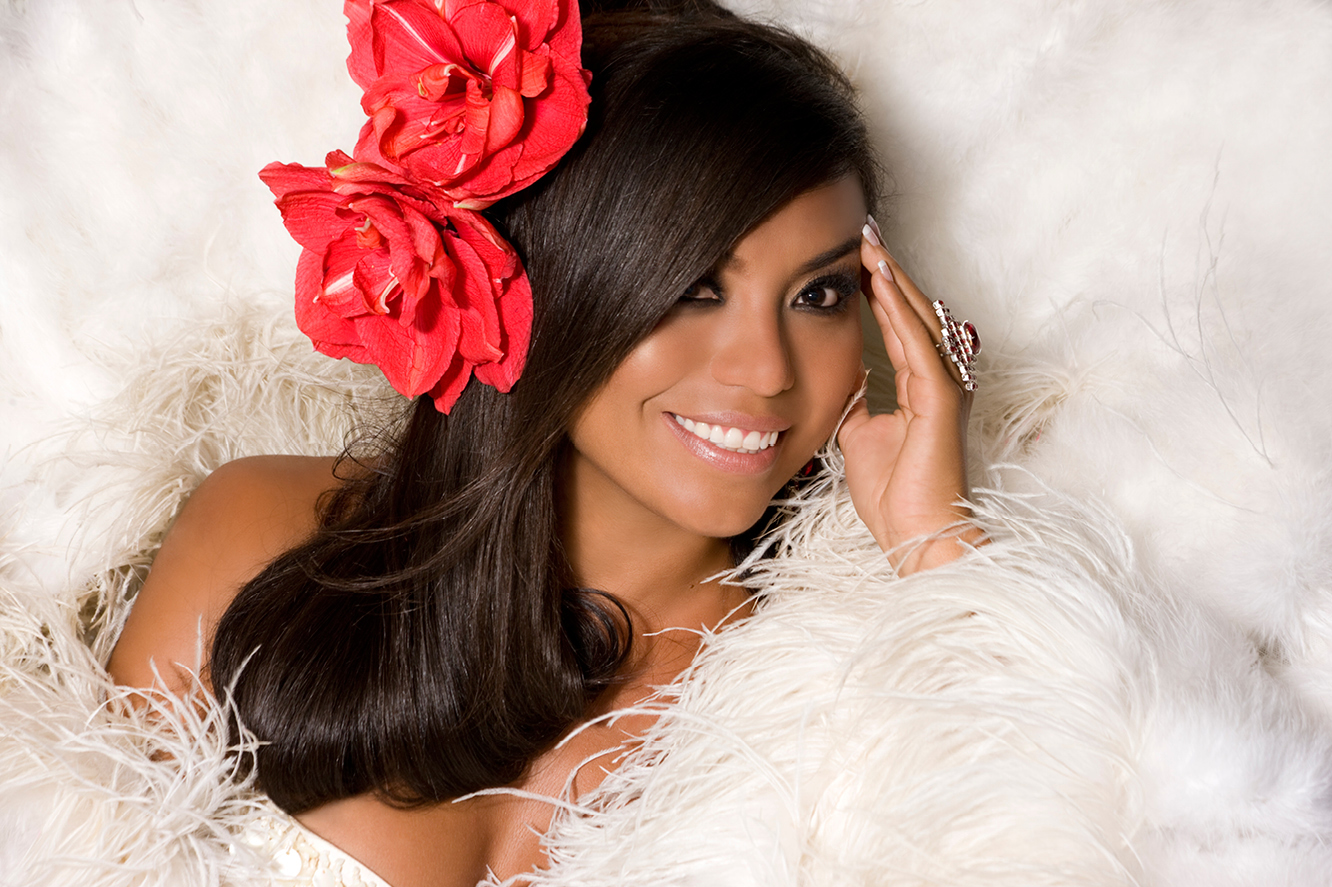
Alejandra Robles en sesión fotográfica con Eugenia León

- 2008: "La Morena" (Documental con Armando Manzanero, Eugenia León y Pepe Torres)
- 2008: "Festival Humánitas" Fiestas de Mayo en Oaxaca (Concierto)
- 2009: "Festival Humánitas" 3 Videospots
- 2009: "Por la Igualdad"  Conapred y Segob
- 2010: "La Transformación del Cine en Música" (Documental)
- 2013: "La Sirena" Documental...
- 2013: "La Playa" feat. Álex Lora
- 2013: "Serpientes y Escaleras" feat. Regina Orozco
- 2013: "Summertime" feat. Iraida Noriega
- 2017: "Te Busco"
- 2017: "Ven a Bailar"

### Presentaciones destacadas
- 2004: "Festival Junio Musical" de Xalapa, Veracruz
- 2004: "Festival Internacional Zacatecano" Zacatecas
- 2006: "Festival Internacional de Chihuahua" Chihuahua
- 2007: "Festival Alfonso Ortiz Tirado" Álamos, Sonora
- 2007: "Fiestas de Octubre" Tehuixtla, Morelos
- 2007: "Feria Internacional del Libro" Los Mochis, Sinaloa
- 2007: "1.ª. Feria de Culturas Populares." Zócalo de la Ciudad de México
- 2008: "Feria Internacional del Libro" de Guadalajara
- 2008: "6.ª Noche de Primavera". Zócalo de la Ciudad de México
- 2008: "10.º.Festival Internacional de Puebla" Puebla de los Ángeles
- 2008: "Festival Santa Negritud La Raíz Olvidada! Islas de Ciudad Universitaria, UNAM, México, D.F.
- 2008: "Feria Internacional del Libro Munah del" Museo Nacional de Antropología e Historia, Ciudad de México
- 2008: "Eugenia León presenta: Puño de Tierra" - Sol Redondo - Teatro Metropólitan, México, D.F.
- 2009: "Inauguración del Centro Cultural de Fox" Guanajuato
- 2009: "11.º. Festival Internacional de Puebla" con la Orquesta Sinfónica de Puebla. Puebla de los Ángeles
- 2009: "38 Aniversario de la Casa de la Cultura Oaxaqueña" con la Orquesta Primavera. Ex Convento-7 Príncipes, Oaxaca de Juárez
- 2009: "Festival Humanitas 2009" con Alejandro Flores, de Café Tacvba - La Huazanga - Oaxaca
- 2009: "Ernesto Anaya presenta: Huapangueando" - La Pasión y El Llorar - Teatro de la Ciudad, México, D.F.
- 2009: "Festival Internacional Quimera" Metepec, Estado de México
- 2009: "La Morena de la Costa" Teatro Bar El Vicio, Ciudad de México
- 2009: "Grito de los Libres" Hemiciclo a Juárez, Ciudad de México
- 2009: "Alejandra Robles presenta: La Morena!" Zócalo de la Ciudad de Oaxaca
- 2010: "Fiestas Patrias" Museo de la Secretaría de Hacienda, SHCP, Ciudad de México
- 2010: "Alejandra Robles presenta: La Morena!" con la Orquesta Primavera - Casa San Agustín Etla, Oaxaca
- 2010: "Festival Humanitas 2010" con Armando Manzanero - Adoro & De Nagazi - Oaxaca
- 2010: "4.º Aniversario del CaSa." Con la Orquesta Primavera. Centro de las Artes, San Agustín Etla, Oaxaca
- 2010: "Festival Humanitas" con Armando Manzanero. Oaxaca de Juárez
- 2010: "5.º. Festival del Danzón" con la Orquesta Primavera. Teatro Macedonio Alcalá, de Oaxaca de Juárez
- 2010: "23.ª. Semana Cultural Lésbica-Gay" Museo de la Ciudad de México
- 2010: "Catrina" con Noel Suastegui y Compañía de Danza de la UABJO, Teatro Macedonio Alcalá, Oaxaca de Juárez
- 2010: "Fiestas Patrias" con la Orquesta Primavera. Chiapas
- 2010: "Festival Navideño" con la Orquesta Primavera. Oaxaca de Juárez, Oaxaca
- 2011: "Día Internacional de la Mujer" Explanada Delegacional Iztapalapa, Ciudad de México
- 2011: "5.º Aniversario del CaSa de San Agustín Etla" Con la Orquesta Primavera a beneficio de La Laguna de Chacahua. Teatro Macedonio Alcalá, Oaxaca
- 2011: "Inauguración de los festejos del 1654 Aniversario de la Fundación de la Villa de Tututepec de San Pedro Tututepec, Costa Chica de Oaxaca.
- 2011: "5.º. Martes de Brujas."  Santa Cruz Xoxocotlán, Oaxaca de Juárez con la Orquesta Primavera.
- 2011: "Festival Internacional Afrocaribeño" Yanga y Puerto de Veracruz
- 2011: "Festival Navideño" con la Orquesta Primavera. Oaxaca de Juárez, Oaxaca
- 2011: "Expo Feria Huajuapan" con la Orquesta Primavera, Huajuapan de León, Oaxaca
- 2011: "La Fiesta de la Música - Día Internacional de la Música" Zócalo de la Ciudad de Puebla de los Ángeles
- 2011: "Gala de Música Mexicana" Museo de la SHCP, Ciudad de México
- 2011: "Festival Cultural de la Diversidad Sexual" Teatro IMSS, Zacatecas
- 2011: "Festival Costeño de la Danza" Puerto Escondido, Costa Chica de Oaxaca
- 2011: "5.º. Festival de La Trova, La Danza, La Bohemis y Algo Más" San José Iturbide, Guanajuato
- 2011: "Festival de la Cecina y Tianguis Grande" Yecapixtla, Morelos
- 2011: "Festival Navideño" Deportivo Santa Cruz Meyehualco, Iztapalapa, Ciudad de México
- 2012: "Día del Amor y la Amistad" Yecapixtla, Morelos
- 2012: "Expo Feria Tezoatlán" Tezoatlán de Segura y Luna, Oaxaca
- 2012: "Catrina" con Noel Suastegui y Compañía de Danza de la UABJO, Teatro Macedonio Alcalá, Oaxaca de Juárez
- 2012: "Feria Anual" Tlaxiaco, Oaxaca
- 2012: "Expo Feria Huajuapan" con la Banda Municipal "José López Alavés", Huajuapan de León, Oaxaca
- 2012: "Festival Ma(yo) en Oaxaca" Foro de las Divas Oaxaqueñas, Plaza de la Danza, Oaxaca de Juárez, Oaxaca
- 2012: "Aniversario de los Títulos Primordiales" San Pedro Mixtepec, Costa Chica de Oaxaca
- 2012: "Sonidos de la Tierra" Museo de San Pedro, Puebla de los Ángeles
- 2012: "Catrina" bajo la dirección de Noel Suastegui, con la Compañía de Danza de la UABJO, Teatro Macedonio Alcalá, Oaxaca de Juárez
- 2012: "Feria Rural" Universidad Autónoma de Chapingo, Estado de México
- 2012: "El Plaza Condesa" Alternando con la artista originaria de Malí, Oumou Sangare
- 2012: "Semana Altamiranista" Tixtla, Guerrero
- 2012: "Feria Nacional de la Plata" Taxco, Guerrero
- 2012: "Grito de Independencia" con la Banda Municipal de Huajuapan de León "José López Alavés", Zócalo de la Ciudad de Puebla de los Ángeles
- 2013: "Festival Cultural Alfonso Ortiz Tirado" Callejón del Templo, Álamos, Sonora
- 2013: "Festival del Tambor y la Cultura Africana" Monumento a la Revolución, Ciudad de México
- 2013: "Festival de los Martes de Brujas" Inauguración del Festival, Santa Cruz, Xoxocotlán, Oaxaca
- 2013: "Festival Cultural Ceiba", Vilahermosa, Tabasco
- 2013: "Festival Internacional La Nao", Fuerte de San Diego, Acapulco, Guerrero
- 2014: "XX Festival de las Calaveras", foro La Catrina", Isla de San Marcos, Aguascalientes
- 2014: "Tropicalísima" de Noel Suastegui, Teatro Macedonio Alcalá, Oaxaca
- 2014: "Feria Nacional de la Plata", Taxco, Guerrero
- 2014: XIX Festival Internacional  Afrocaribeño - "Mujeres del Caribe", Puerto de Veracruz
- 2014: "Canto a la Frontera" - Centro Cultural Paso del Norte, Cd. Juárez, Chihuahua
- 2015: "Fiesta de los Muertos", Zaachila, Oaxaca
- 2016: "Concierto por Chacahua", Teatro Macedonio Alcalá, Oaxaca
- 2016: "Festival Internacional de Tlalpan", Multiforo Cultural Ollin kan, Tlalpan
- 2016: "Fiestas de Octubre", Miahuatlán, Oaxaca
- 2016: "XV Encuentro de Culturas Populares y Pueblos Indígenas", Peña de Bernal, Querétaro
- 2016: "XX Feria del Maíz", Totolapan, Morelos
- 2017: "Martes de Brujas", Santa Cruz Xoxocotlán, Oaxaca
- 2017: "La Morena en el Lunario", Lunario del Auditorio Nacional
- 2017: "485 Aniversario de la Ciudad de Oaxaca" alternando escenario con Francisco Céspedes, Auditorio Guelaguetza
- 2017: "4to. Festival Equinoccio de Primavera", Cholula, Puebla
- 2017: "Festival Internacional de Jazz", Mazunte, Oaxaca
- 2017: "Festival Nacional del Conocimiento", Plaza de la Danza, Oaxaca
- 2018: Concierto "Las Amorosas", invitado especial Horacio Franco, Foro Shakespeare, Ciudad de México
- 2018: "Semana Altamiranista", Tixtla, Guerrero
- 2018: "Expo Feria Ometepec", Guerrero
- 2018: Clausura del "Encuentro Afromexicano", Cuajinicuilapa, Guerrero

### Festivales internacionales

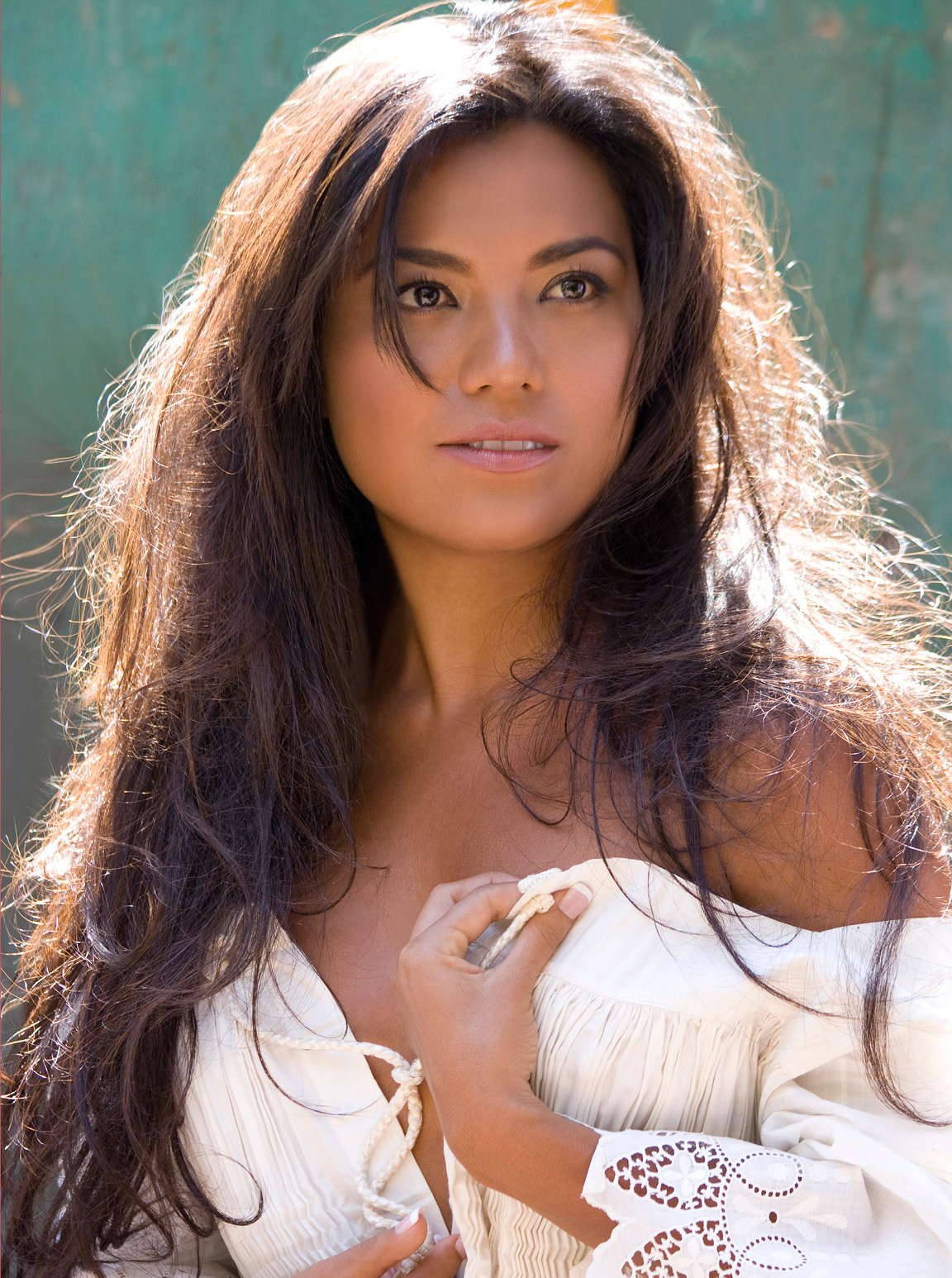

- 2011: "Womex 2011" Clausura del Mercado Internacional de las Músicas del Mundo - Copenhague, Dinamarca
- 2012: "Sunfest" Victoria Park, London-Ontario, Canadá
- 2012: "Vancouver Folk Fest" Jericho Beach, Vancouver, Canadá
- 2012: "South Country Fair" Fort McLeod, Alberta, Canadá
- 2012: "Calgary Folk Fest" Prince Island Park, Calgary, Canadá
- 2012: "Regina Folk Fest" Saskatchewan, Regina, Canadá
- 2012: "Mujeres que Encantan" Teatro Colsubsidio - Bogotá, Colombia
- 2014: "Festival Pirineos Sur" Sallent de Gallego, Huesca, España
- 2014: "Festival Días Latinos" Amersfoort, Holanda
- 2017: "Vancouver Folk Fest" alternando escenario con La Santa Cecilia Jericho Beach, Vancouver, Canadá

### Presentaciones en televisión, radio, prensa e internet
- "Susana Adicción" - con Susana Zabaleta - Unicable
- “Programa Animal Nocturno” - TV Azteca
- “Noticias22” - Canal 22 - CONACULTA
- “Canal 9” CORTV, Oaxaca
- “Código DF con Eugenia León” - Radio por Internet
- “Fernanda Familiar” – Radio
- “La Hora Nacional”  – Radio
- “La Noche W con Fernando Rivera Calderón” – Radio
- Radio Educación – Radio
- “Más de radio Xalapa” – Radio
- “Radio Universidad de Oaxaca” – Radio
- “Tonolex.wordpress.com” - Internet
- “Callejera.com.mx” - Internet
- “Artenomas.blogspot.com” - Internet
- “La Jornada” – Prensa
- “Diario Noticias” – Prensa
- “Diario Despertar de Oaxaca” – Prensa
- “Oaxaca Vida” – Prensa
- “Oaxaca Profundo” – Prensa
- “Revista de Arrecife” – Prensa
- “Semanario Oaxaca Síntesis” – Prensa